# Хафиз
Хафи́з (араб. حافظ‎ причастие «учащий наизусть; охранитель») — хранитель Корана, запоминающий его наизусть. Мусульманин, причисляемый к духовному сословию ввиду знания всего Корана наизусть.

## Хафизы Корана
Во множественном числе звучит как «хафаза» (араб. حَفَظَةٌ‎) «хуффаз» (араб. حُفَّاظٌ‎). Так называют людей, которые знают весь Коран наизусть. Их также называют «хафиз аль-кур’ан». Хафизами также называют мухаддисов, которые знают наизусть десятки тысяч хадисов с цепями их передатчиков, а также личностные качества передатчиков хадисов, их надёжность, правдивость, погрешности и ошибки.

## Хафизы в хадисоведении
Устная традиция играла большую роль в сохранении исламского наследия и первоисточников. Аяты Корана и хадисы ещё с периода жизни пророка Мухаммада специально заучивались наизусть и передавались из поколения в поколение. Хранителями исламского наследия и были хафизы. Устная традиция передачи Корана и хадисов продолжается вплоть до наших дней, наряду с письменной.
Шамсуддин ас-Сахави в биографии своего шейха Ибн Хаджара аль-Аскаляни аш-Шафии пишет: "Я прочитал написанное почерком того, чья это биография, да помилует его Аллах, следующее:
«У имамов есть условия. Если эти условия воплощаются в передатчике, то они называют его хафизом. Эти условия следующие:
- известность занятостью собиранием (хадисов),
- перенятие (их) в живую напрямую от людей, а не из бумаг,
- знание уровней и степеней передатчиков,
- знание (о их положении) со стороны „дискредитации и рекомендации“ (джарх ва та’диль),
- способность отличать достоверное от слабого,
- чтобы того, что он может воспроизводить по памяти из этого, было больше, чем то, что он не может воспроизводить,
- при способности воспроизводить по памяти многие из текстов хадисов.

Если эти условия соберутся в передатчике, то его называют хафизом».

### Известные хафизы
Ниже представлен список некоторых мухаддисов, известных как хафизы:
- Абу Бакр аль-Байхаки (994—1066)
- аль-Хатиб аль-Багдади (1002—1072)
- Ибн Абд аль-Барр (ум. 1070)
- Ибн аль-Джаузи (1116—1201)
- Абду-ль-Гани аль-Макдиси[англ.] (1146—1203)
- Дияу-д-дин аль-Макдиси[англ.] (1173—1245)
- аль-Мунзири[англ.] (1185-1258)
- аль-Миззи (1256-1341)
- аз-Захаби (1274—1348)
- Ибн Раджаб (1335—1393)
- Зайнуддин аль-Ираки (1360-1422)
- Ибн Хаджар аль-Аскаляни (1372—1448)
- Джалалуддин ас-Суюти (1445—1505)
- Ибн Хаджар аль-Хайтами (1504—1567)